# Gorta (B), Basavakalyan
Gorta (B) là một làng thuộc tehsil Basavakalyan, huyện Bidar, bang Karnataka, Ấn Độ.